# Katara (arma)

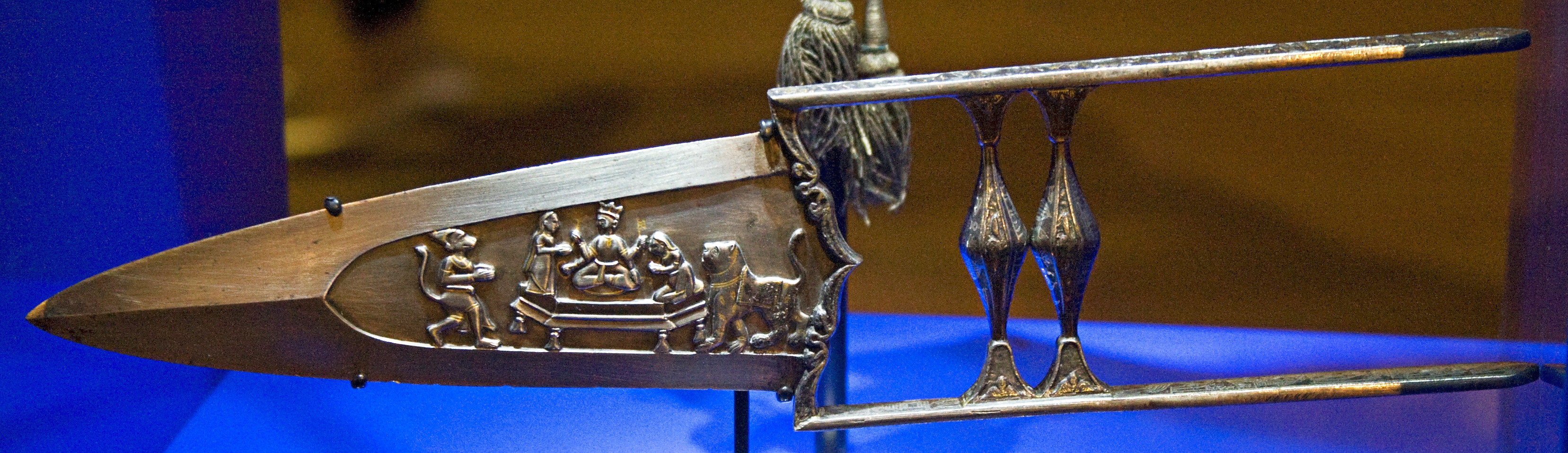
Katara con raffigurazioni sacre - Museo della Torre di Londra

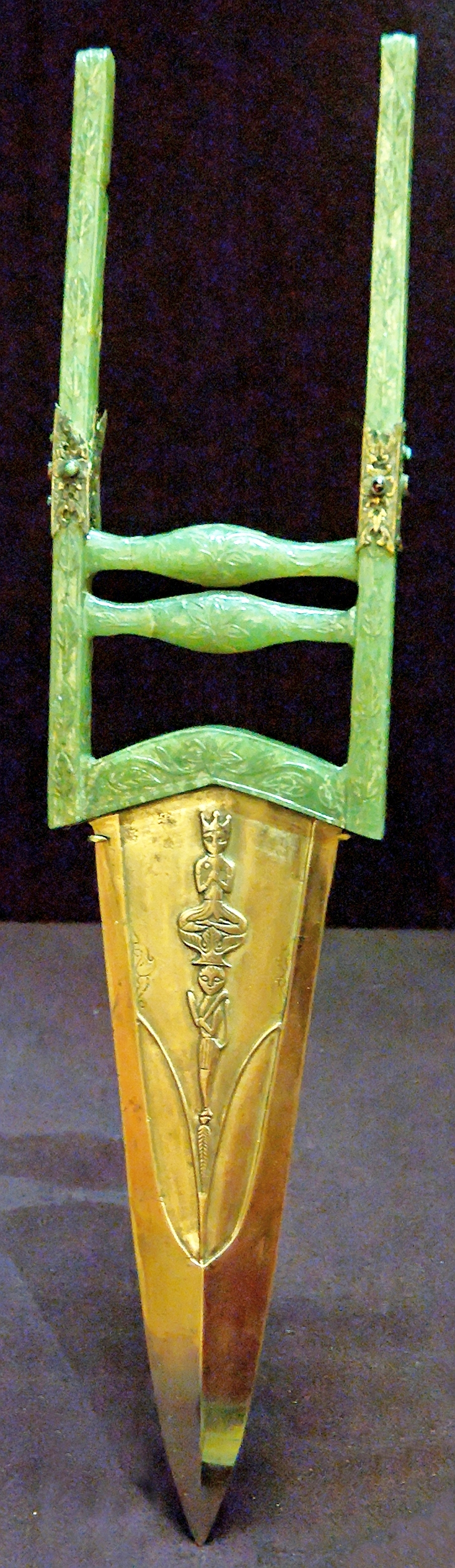
Katara Moghul con impugnatura in giada - Museo del Louvre di Parigi

Una katara, o katar (in hindī कटार, katara; in tamil கட்டாரி, kaţţāri), nota anche come suwaiya, jamadhar o pugnale Bundi, è un'arma bianca manesca del tipo spada corta (daga) originaria del subcontinente indiano ma diffusasi anche in altri paesi per la sua capacità di portare potenti e rapidi attacchi di punta. Arma precipua dei Rajput, consisteva di una solida lama immanicata su due stanghe collegate orizzontalmente dall'impugnatura.
Viene tuttora utilizzata in un'arte marziale indiana chiamata Kalari payat. Dalla katara sarebbe derivata un'altra peculiare arma indiana, il pata.

## Precisazione onomastica
Il sostantivo "katara" viene utilizzato per indicare la daga a spinta indiana conseguentemente alla trascrizione del vocabolo di lingua hindi कटार eseguita dallo studioso britannico Egerton nel suo Indian and Oriental arms and armor (Londra, 1880). In epoca più recente lo studioso Pant, nel suo Indian arms and armour (Nuova Delhi, 1980) ha però suggerito che la trascrizione più corretta sia jamadhar, i.e. "dente della morte", parola composta delle radici sanscrite Yama, il dio della morte, e dadh, "dente".

## Storia
La katara è una delle armi bianche più antiche e particolari della già particolarissima panoplia dei guerrieri del subcontinente indiano. Venne sviluppata per migliorare le capacità offensive del coltello-pugnale contro un avversario protetto da una solida corazza, nell'ottica di una scherma agile e acrobatica esercitata con due daghe da pugno o una katara e una spada (khanda nel caso dei Rajput), un modello di combattimento che può essere facilmente accostato al binomio spada-daga in uso nell'Italia del Rinascimento (v. Manosinistra e Spada da lato) o al daishō dei bushi giapponesi.
L'arma venne sviluppata dagli armaioli del Tamil Nadu, a quel tempo parte dell'Impero Vijayanagara (1336-1646), sull'altopiano del Deccan (India centrale) in epoca medievale e da lì si diffuse in tutto il subcontinente. Le forme tamil dell'arma presentavano una guardia a cocchia per proteggere il dorso della mano ma questa tipologia di "katara incappucciata" sparì nel XVII secolo.
La katara venne adottata dai guerrieri Rajput, Sikh e Moghul, divenendo rapidamente uno status symbol oltre che un'arma vera e propria. Nobili e magnati di queste etnie ostentavano la katara nelle loro apparizioni pubbliche, si facevano raffigurare con essa nei dipinti e, nel caso dei Moghul, se ne servivano anche per la caccia al cinghiale o, più raramente, alla tigre. Al tempo dell'Impero Maratha (1674-1818), le katara iniziarono ad essere realizzate riciclando la lama spezzata di spade più lunghe, anche di provenienza occidentale.
Durante l'occupazione britannica dell'India, le katara conobbero un notevole successo presso i collezionisti occidentali di reperti orientali. Conseguentemente, molti esemplari di quest'arma, spesso meramente decorativi e privi di efficacia bellica, vennero prodotti per il grande mercato coloniale. Questa moda venne confermata dai pregevoli esemplari con impugnatura rivestita da lamine in oro prodotti a Bundi (Rajasthan) per l'Expo 1851 al Crystal Palace di Londra che valsero alla katara la nomea di "Daga Bundi".

## Costruzione
Arma molto particolare, la katara si compone di:
- Lama in acciaio Wootz, massiccia e triangolare, affilata su ambo i lati. In alcuni esemplari è più lunga, diritta e con profonde scanalature parallele ai bordi, o fiammeggiante ("lama flambard"). In altri la lama è ricurva, simile a una variante più massiccia del khanjar. I maratti (XVI-XVII secolo) ricorrevano spesso a lame di produzione occidentale, imbullonate a delle proiezioni dell'impugnatura, con punta rinforzata per sfondare la maglia ad anelli dei Moghul (v. sfondagiaco).
- Impugnatura perpendicolare all'asse dell'arma, stretta ai lati dalle due stanghe di metallo che dipartono dal forte della lama e assicurano la katara all'avambraccio dell'utente. In alcuni esemplari, noti come "katare incappucciate", un'elsa a coppa proteggeva il pugno dell'utente. Alcune katara "di rappresentanza" di produzione Moghul avevano impugnatura interamente realizzata in giada (un esemplare di questo tipo è oggi conservato al Louvre di Parigi).

La katara veniva riposta in un fodero di legno, coperto di cuoio o stoffa e impreziosito da ghiere metalliche, assicurato al cinturone del portatore.
Come nella daga occidentale del Rinascimento, anche la katara indiana sviluppò modelli a più lame (solitamente tre), divaricabili in un tridente da pugno, atto a spezzare la lama avversaria o eviscerare il nemico già colpito, tramite pressione su di meccanismo celato nell'impugnatura, solitamente composto da un manico a doppia sezione che, richiuso su sé stesso, sbloccava le lame. Queste armi a lama multipla erano note come Suwayah. In alcuni esemplari, due lame erano assicurate, usa sopra l'altra, alla medesima impugnatura.

Parimenti, alcuni esemplari museali dell'arma presentano uno o più meccanismi di sparo assicurati alla guardia (una katara con due pistole a canna corta è oggi conservata presso il City Palace Museum di Jaipur).
Gli esemplari a lama corta erano spesso decorati, su ambo i lati del "forte", da immagini sacre (interessante in questo senso l'esemplare oggi conservato nel museo della Torre di Londra, cat. XXVID.62): il dio Visnù, i banchetti di Krishna con il dio-scimmia Hanuman, il dio Shiva abbinato a suo figlio Ganesha, ecc.

## Media
La foggia particolare della katara le ha valso un discreto successo nelle opere di finzione moderne, quali videogiochi, fumetti, ecc.:
- Nel videogioco Final Fantasy VIII, il personaggio temporaneo Kiros usa come armi due katara, per errore tradotti in "katal".
- Nel MMORPG Ragnarok Online è l'arma utilizzata dai personaggi di classe assassino.
- Nel MMORPG Last Chaos è il nome di uno dei server di gioco.
- Nel manga e anime Fullmetal Alchemist, il protagonista Edward Elric è solito trasformare il suo braccio metallico in una katara, anche se non viene mai chiamato in tal modo.
- Nel manga Berserk, uno dei personaggi, Shilat, utilizza la katara come sua arma principale.
- Nel film ispirato all'omonimo videogioco Prince of Persia, il personaggio "Cacciatore" utilizza una katara incorporato nel braccio al posto della mano.
- Nel videogiochi della serie Soulcalibur il personaggio Voldo è solito usare diverse varianti della katara.
- Nel videogioco Diablo II è la prima arma del personaggio assassino, utilizzabile solo da questo.
- Nel manga e anime Tutor Hitman Reborn è l'arma utilizzata dal quinto Boss della Famiglia Vongola.
- Nel multiplayer del videogioco Assassin's Creed: Revelations il personaggio "Sentinella" utilizza come arma primaria una katara a lama lunga.
- In Mortal Kombat 11 Rain usa quell'arma.